# Bitwa pod Hiltersried
Bitwa pod Hiltersried – starcie zbrojne, które miało miejsce dnia 21 września 1433 r. w trakcie wojny husyckiej na terenie dzisiejszej Bawarii. 
W roku 1433 książę Jan z Palatynatu-Neumarkt przeprowadził kampanię militarną w Górnym Palatynacie przeciwko plądrującym te ziemie czeskim husytom pod wodzą Jana Pardusa. Dnia 21 września w pobliżu miejscowości Hiltersried udało mu się na czele 1 200 ludzi pobić liczące 2 000 ludzi oddziały taborytów. Była to jedyna większa bitwa, w której husyci ponieśli klęskę. 
Jan Wittelsbach zaatakował przeciwnika w czasie poobiednim, a więc dość późno za dnia. Husyci, którzy tego dnia nie spodziewali się jakiegokolwiek ataku, zostali całkowicie zaskoczeni i nie zdążyli przygotować swojego taboru do obrony. Po gwałtownym  ostrzale z kusz, konni rycerze uderzyli w formacji klinowej w kierunku wejścia do obozu. Równocześnie piechota zaatakowała ze skrzydeł, wiążąc walką część obrońców. Po tym jak rycerstwo przełamało obronę husytów i wtargnęło do środka obozu, obrońcy rozpoczęli paniczną ucieczkę. Rycerze z Palatynatu podjęli pościg. 
W trakcie walk i pościgu poległo około 1 500 husytów, 300 dostało się do niewoli. Ich dowódcy umknęli jednak i na czele 130 zbiegłych z pola walki taborytów skierowali się do Pilzna. Straty rycerstwa palatynackiego to zaledwie 14 zabitych i około 120 rannych. 
Porażka pod Hiltersried doprowadziła do wewnętrznych starć w szeregach husytów. Ruch husycki rozpadał się od środka, przyczyniając się do końca wojen husyckich.